# КК Слобода Тузла
КК Слобода Тузла, због спонзорских разлога Слобода Дита, је кошаркашки клуб из Тузле, БиХ. Клуб је основан 1946. и тренутно се такмичи у Првој лиги БиХ.
Клуб је одиграо једну сезону (2001/02) у Јадранској лиги, када је заузео 5 место.
Клуб спонзорише Меридианбет.

## Успеси
- Првенство Босне и Херцеговине
  - Прваци (3): 1994, 1996, 19971

- Куп Босне и Херцеговине
  - Освајачи (6): 1994, 1995, 1996, 1997, 1999, 20012

1 - Слобода је ове три титуле освојила у ствари у лиги Федерације БиХ, коју је организовао Кошаркашки савез БиХ, због чега је ФИБА до настанка заједничке лиге два ентитета 1998. ову лигу сматрала легалним првенством БиХ.
2 - Прва четири купа (1994-1997) су у ствари освојени у Купу Федерације БиХ, али их ФИБА сматра легалним освајачима Купа БиХ, због истих разлога као и са лигашким титулама из тог периода.